# Lijst van attracties in PortAventura Park
Deze pagina weergeeft een lijst met attracties in het PortAventura Park.
| Naam                               | Opening       | Attractietype         | Afbeelding |
| ---------------------------------- | ------------- | --------------------- | ---------- |
| Angkor                             | 11 april 2014 | Splash battle         |            |
| El Árbol Mágico                    | 8 april 2011  | Walkthrough           |            |
| Área Infantil                      | 1 mei 1995    | Speeltuin             |            |
| Armadillos                         | 1 mei 1995    | Draaimolen met armen  |            |
| Buffalo Rodeo                      | 1 mei 1995    | Botsauto's            |            |
| Canoes                             | 1 mei 1995    | Rondvaart             |            |
| Carousel                           | 1 mei 1995    | Draaimolen            |            |
| Coco Piloto                        | 8 april 2011  | Monorail              |            |
| Cobra Imperial                     | 1 mei 1995    | Koggenmolen           |            |
| Crazy Barrels                      | 1 mei 1995    | Breakdance            |            |
| El Diablo - Tren de la Mina        | 1 mei 1995    | Mijntreinachtbaan     |            |
| Dragon Khan                        | 1 mei 1995    | Stalen achtbaan       |            |
| Ferrocarril Tour                   | 1 mei 1995    | Stoomtrein            |            |
| Furius Baco                        | 7 juni 2007   | Lanceerachtbaan       |            |
| Grand Canyon Rapids                | 1 mei 1995    | Rapid river           |            |
| La Granja de Elmo                  | 8 april 2011  | Tractorrondrit        |            |
| El Huerto Encantado                | 8 april 2011  | Speeltuin             |            |
| Hurakan Condor                     | 20 mei 2005   | Vrije val             |            |
| Kontiki                            | 1 mei 1995    | Schommelschip         |            |
| Kiddie Dragons                     | 1 mei 1995    | Draaimolen met armen  |            |
| Laberinto Blacksmith               | 30 juni 2007  | Doolhof               |            |
| Los Potrillos                      | 1 mei 1995    | Paardenrondrit        |            |
| Magic Fish                         | 8 april 2011  | Draaimolen met armen  |            |
| Mariposas Saltarinas               | 8 april 2011  | Draaimolen met armen  |            |
| Port Tour                          | 1 mei 1995    | Rondvaart             |            |
| El Salto de Blas                   | 8 april 2011  | Toren van Heege       |            |
| El Secreto de los Mayas            | 2013          | Spiegeldoolhof        |            |
| Serpiente Emplumada                | 1 mei 1995    | Polyp                 |            |
| Sesame Street: Street Mission      | April 2019    | Interactieve darkride |            |
| Shambhala                          | 12 mei 2012   | Hypercoaster          |            |
| Silver River Flume                 | 1 mei 1995    | Boomstamattractie     |            |
| Stampida                           | 17 maart 1997 | Houten achtbaan       |            |
| Street Mission                     | 6 april 2019  | Interactieve darkride |            |
| Tea Cups                           | 1 mei 1995    | Theekopjesattractie   |            |
| Templo del Fuego                   | 25 april 2001 | Show                  |            |
| Tami Tami                          | 2 mei 1998    | Stalen achtbaan       |            |
| Tomahawk                           | 17 maart 1997 | Houten achtbaan       |            |
| Tutuki Splash                      | 1 mei 1995    | Shoot the chute       |            |
| Uncharted: The Enigma of Penitence | 17 juni 2022  |                       |            |
| Volpaiute                          | 1 mei 1995    | Spin 'n puke          |            |
| Waikiki                            | 1 mei 1995    | Zweefmolen            |            |
| Wild Buffalos                      | 1 mei 1995    | Botsauto's            |            |
| Yucatán                            | 1 mei 1995    | Rupsbaan              |            |